# Privolžskij rajon (Oblast' di Samara)
Il Privolžskij rajon (in russo Приволжский район?) è un rajon dell'Oblast' di Samara, nella Russia europea; il capoluogo è Privolž'e. Istituito nel 1930, ricopre una superficie di 1.379,3 chilometri quadrati ed ospita una popolazione di circa 24.000 abitanti.